# Laurensziekenhuis

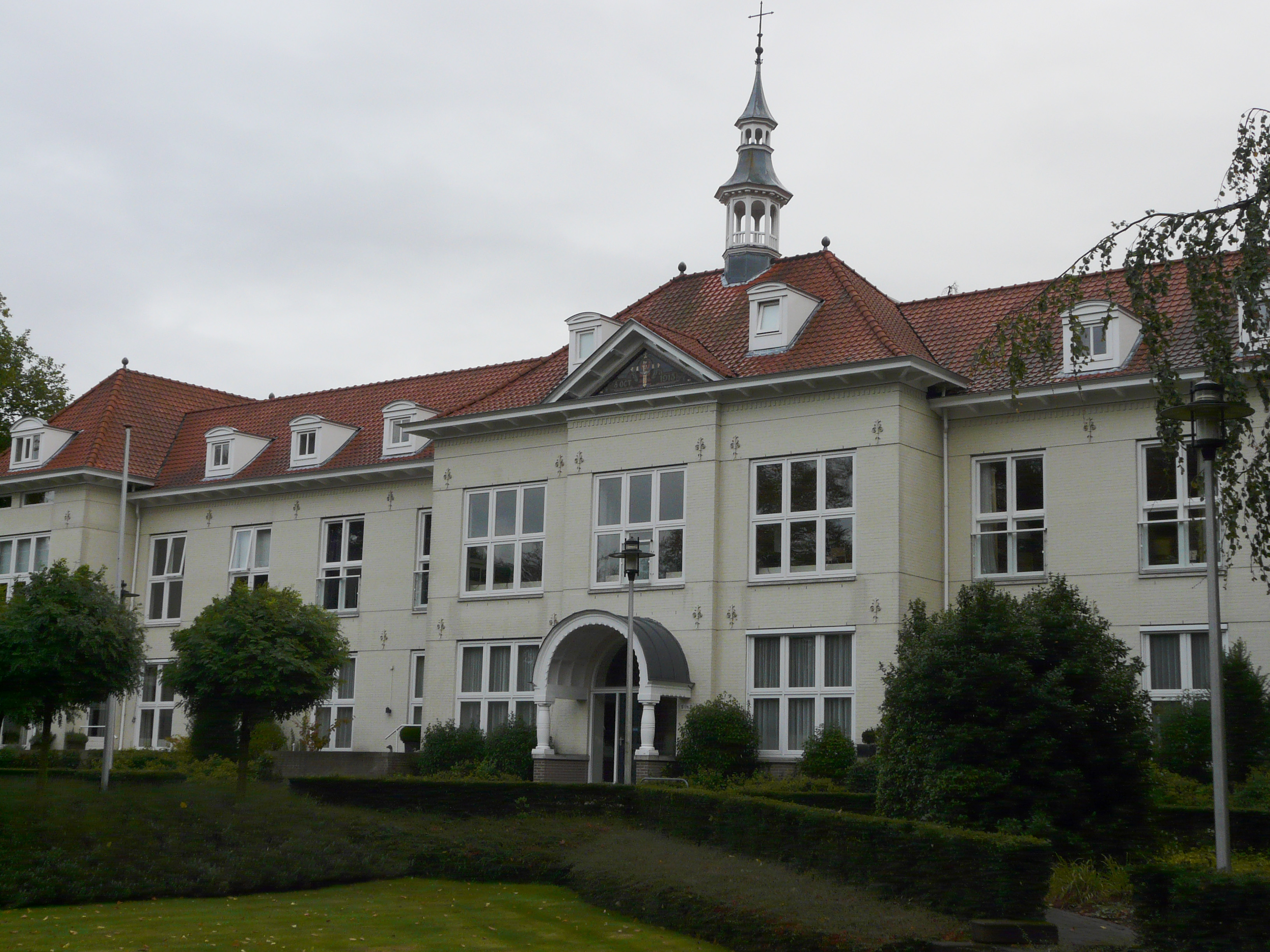
Hoofdgebouw

Laurensziekenhuis is een voormalig ziekenhuis aan de Ulvenhoutselaan in het Ginneken in de Nederlandse stad Breda.

## Geschiedenis
Het Sint-Laurensgesticht werd geopend in 1913. Het was toen een instelling voor ouden van dagen en zieken. De dagelijkse leiding was in handen van de Liefdezusters van de Heilige Carolus Borromeus uit Maastricht. Het Laurensziekenhuis was een schenking van Jacoba de Grez-Mahie die met haar man in Villa Valkrust woonde tegenover het ziekenhuis. 
Kort na de oprichting van het gesticht nam dr. E.M. Gommers (naar wie later in het Ginneken een laan is vernoemd) het initiatief tot aanbouw van een ziekenhuisvleugel met operatiekamer en röntgenapparaat, waarna dat het Ginneken als (voor die tijd) modern ziekenhuis tot sieraad strekte. Ook hiervoor was De Grez-Mahie financier.
In de periode tot de annexatie van Ginneken door de gemeente Breda in 1942 groeide de rol van het Laurensziekenhuis, doordat meer artsen zich aan het ziekenhuis verbonden. Dat waren destijds nog geen specialisten zoals we deze tegenwoordig herkennen, maar eerder huisartsen die zich in hun werk in een bepaalde tak in specialiseerden.
Na de gemeentelijke annexatie van 1942 fuseerde het met het regionale Amphia Ziekenhuis Breda en ging daarna Sint-Laurensziekenhuis heten. In 1962 werd het verbouwd tot een modern ziekenhuis.
In 1985 fuseerde het Laurensziekenhuis met het Diaconessenziekenhuis tot Interconfessioneel ziekenhuis De Baronie met de locaties aan de Ulvenhoutselaan en de Langendijk, die na 14 jaar fuseerden tot het huidige Amphia Ziekenhuis. Het Laurensziekenhuis bleef tot 1 november 1993 in gebruik.
Tegenwoordig is enkel de Laurenskapel overgebleven. Het hoofdgebouw is na de sloop exact terug opgebouwd. Tevens zijn er woningen gebouwd in het Laurenspark. De Stichting De Grez-Mahie blijft zich inzetten voor het voortbestaan van het voormalige Sint-Laurensgesticht, de kapel en Villa Valkrust.

## Artsen
Dr. E.M. Gommers, gemeentegeneesheer c.q. huisarts te Ginneken, was de eerste geneesheer-directeur van het Laurensgesticht. Hij werd in 1940 opgevolgd door zijn zoon Rudy A.M.E. Gommers, die in de loop van de tijd steeds minder betrokken was bij het Laurensziekenhuis en zich meer aan zijn huisartsenpraktijk aan de Dillenburgstraat in het Ginneken wijdde. 
In 1953 waren de artsen onder meer:
- Dr. R. Ruding (vader van Onno Ruding), chirurgie
- Dr. J.H.R. van Ginkel, internist, röntgenoloog, cardioloog, biochemicus. Dr. Van Ginkel was de eerste arts die (in 1943) als specialist in dienst kwam van het Laurensziekenhuis. Dr. Van Ginkel was als huisarts wel al langer verantwoordelijk voor het laboratorium en röntgenapparatuur.
- Dr. J. van Dam, neus- en oorziekten
- Dr. F.W. Willemen, gynaecologie
- Dr. G.G. Jagtman, huidziekten
- Dr. A.M.H. Corbey, orthopedie

## Kapel
Achter het ziekenhuis was een eigen kapel voor personeel en patiënten. De buitenkant van de kapel is bewaard gebleven, ook daarin zijn woningen gemaakt. Van het interieur zijn alleen nog een kist en drie gebrandschilderde ramen over.

## Galerij

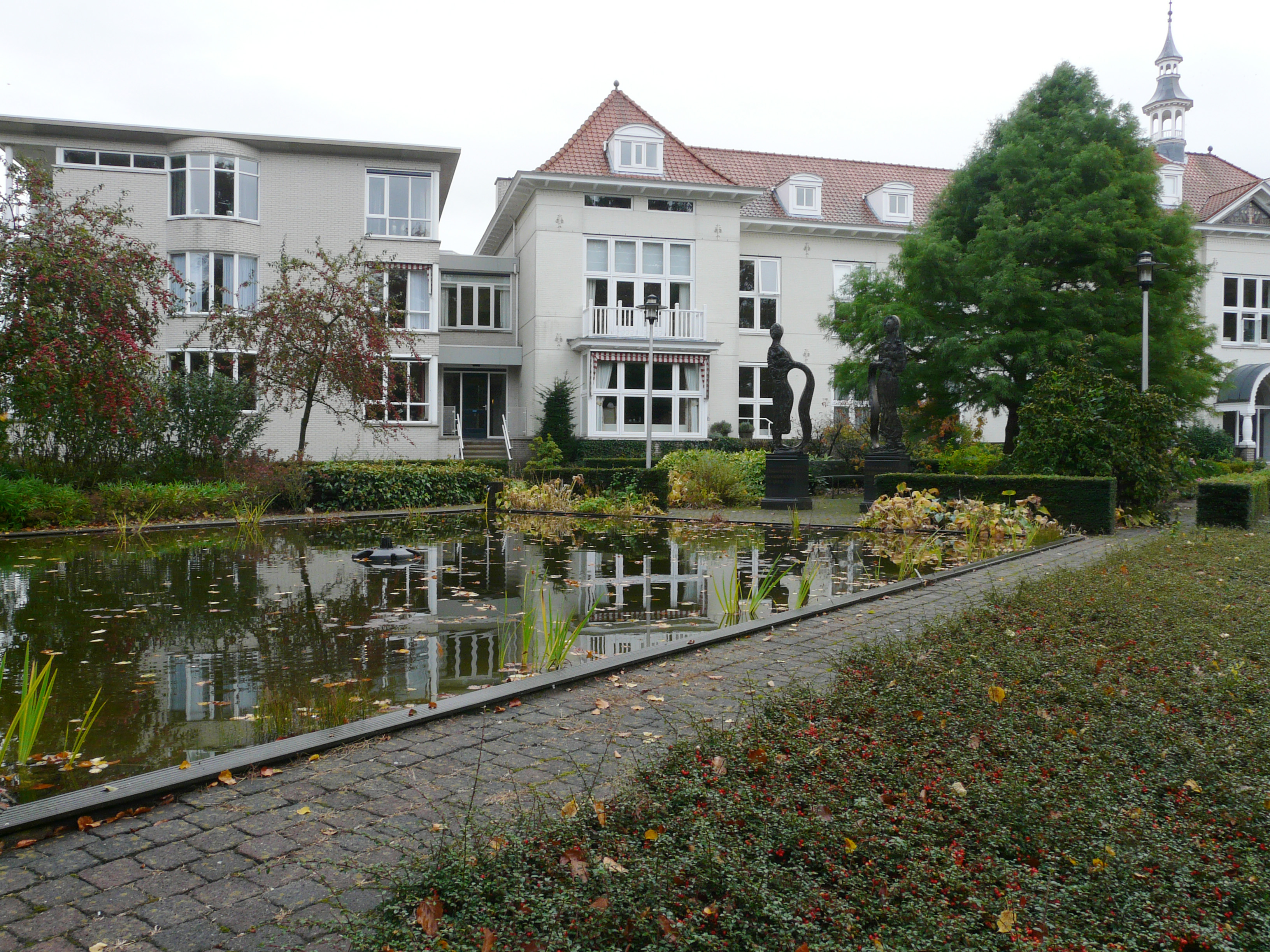
Tuin
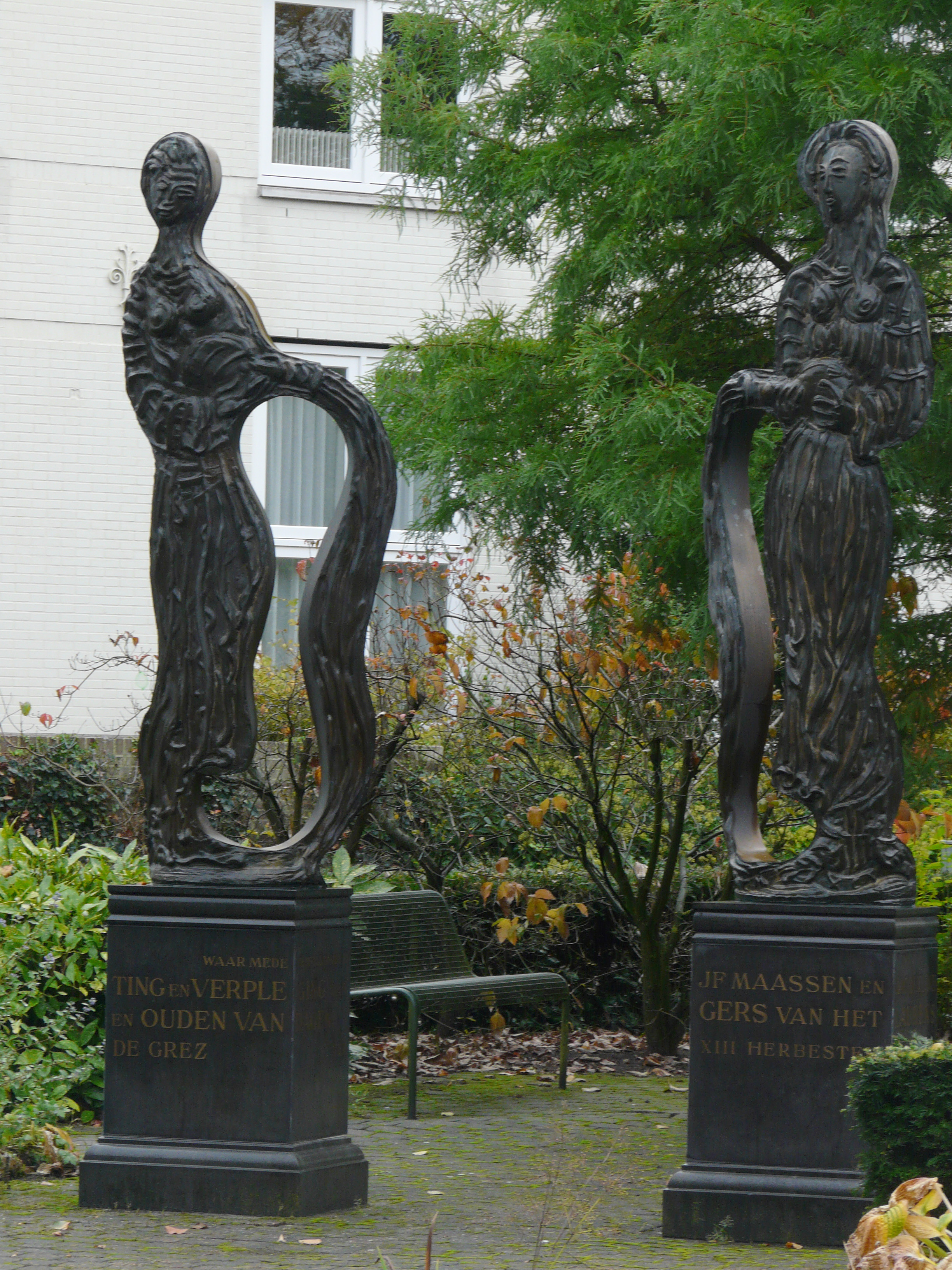
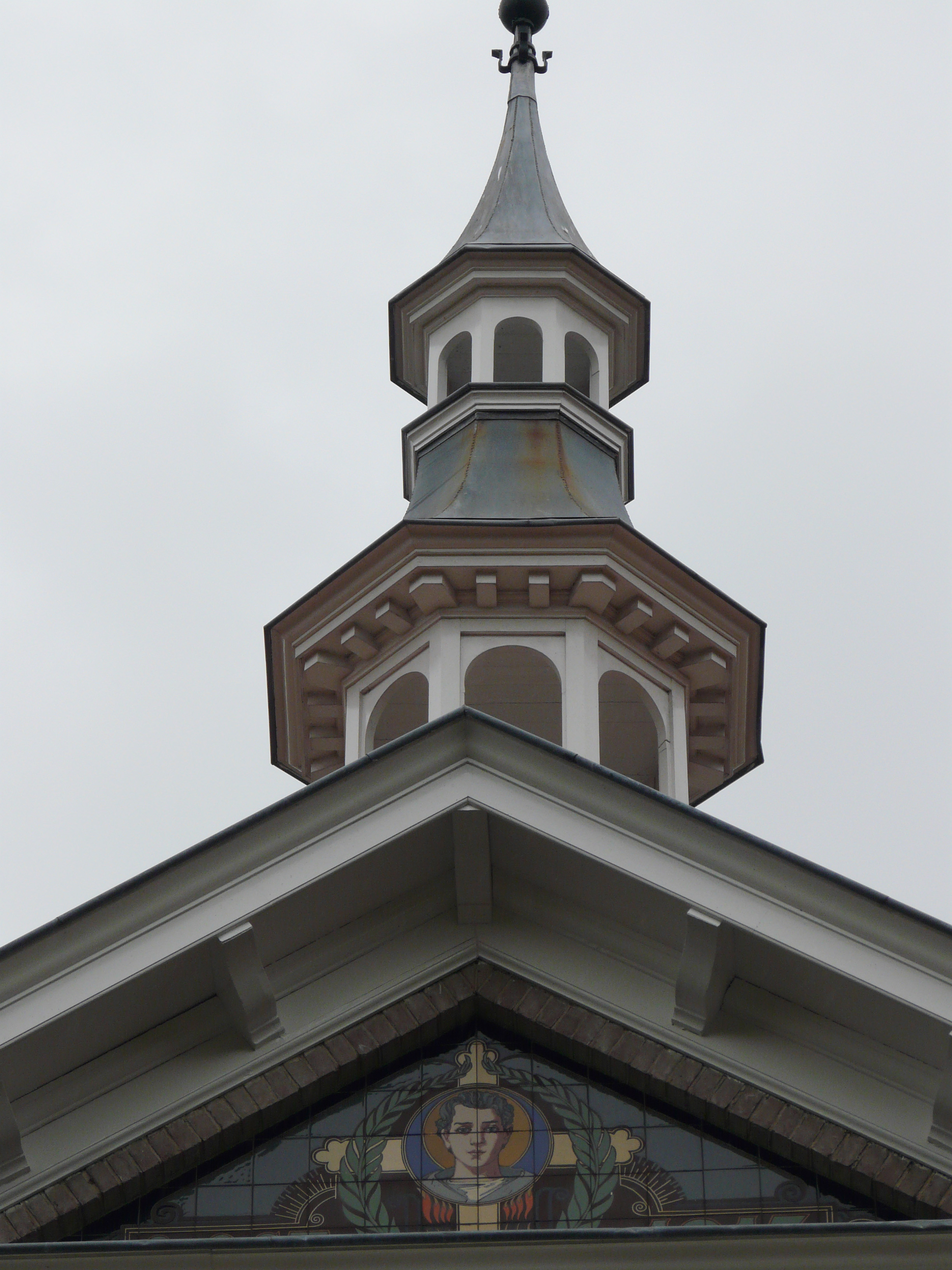
Detail voorgevel